# Paranemastoma aeginum
Espèce
Synonymes
- Nemastoma aeginum Roewer, 1951

Paranemastoma aeginum est une espèce d'opilions dyspnois de la famille des Nemastomatidae.

## Distribution
Cette espèce est endémique d'Attique en Grèce. Elle se rencontre sur Égine.

## Description
La femelle holotype mesure 4,5 mm.

## Systématique et taxinomie
Cette espèce a été décrite sous le protonyme Nemastoma aeginum par Roewer en 1951. Elle est placée dans le genre Paranemastoma par Schönhofer en 2013.

## Étymologie
Son nom d'espèce lui a été donné en référence au lieu de sa découverte, Égine.

## Publication originale
- Roewer, 1951 : « Über Nemastomatiden. Weitere Weberknechte XVI. » Senckenbergiana, vol. 32, p. 95–153.